# Kewanee (prénom)
Pour les articles homonymes, voir Kewanee.
Kewanee est un prénom féminin d'origine nord-amérindienne du peuple Potawatomi. Il signifie « poule de prairie ».
Il est très peu présent aux États-Unis et n'a jamais été donné en France.